# 藤沢南岳
藤沢 南岳（ふじさわ なんがく、天保13年9月9日（1842年10月12日） - 大正9年（1920年）1月31日）は、幕末から明治期に活動した儒学者。

## 経歴
讃岐国生まれ。藤沢東畡の長男。名は恒、字は君成、通称は恒太郎。号は醒狂、香翁など。大坂の泊園書院を父から継承し、数千人の門人を擁した。異端を排除し、主君に対する忠義を重んじた。高松藩に仕え、佐幕派だった藩論を一夜で朝廷派へと変換した。戊辰戦争後、藩の保全に尽力、藩学講道館にて督学、1887年大成教会を興した。
「通天閣」や「寒霞渓」の命名者である。大阪市内の精華小学校・集英小学校・愛日小学校・桃園小学校・愛珠幼稚園・（神戸市立）好徳小学校も南岳が命名した。

## 家族・親族
- 父：藤沢東畡
- 長男:衆議院議員となった藤沢元造（黄鵠）
- 次男：関西大学初の名誉教授となった藤沢章二郎（黄坡）。章二郎の長男は小説家の藤沢桓夫。

## 著書
- 増補元明史略便蒙 乾・坤 （藤沢恒君成 岩佐茂平等 1872年）
- 日本袖史 外編 （岡田茂兵衛 1876年）
- 純正蒙求箋本 （岡島宝玉堂 1883年）
- 韓非子全書 （温古書屋 1884年）
- 探奇小録 （1886年）
- 弘道新説 （1888年）
- 七香斎類函 （1889年-1890年）
- 論語彙纂 （泊園書院 1892年）
- 藤沢先生講談叢録 （岡島真七 1893年）
- 皇陵巡拝道略図 （小林林之助 1898年）
- 新編林園月令 （浜本明昇堂 1900年）
- 和陶飲酒詩 （横山順 1902年）
- 論戦新詠 （青木嵩山堂 1904年）
- 中庸講義 （文海堂 1905年）
- 明倫彙典 （文海堂 1906年）
- 韻雅 （鹿田静七 1907年）
- 遊屐余痕 （松村九兵衛 1907年）
- 七輯 （泊園書院 1911年）
- 大統宝鑑 （松村文海堂 1911年）
- 七香斎文雋 （泊園書院 1914年）
- 酔世九剤 （1915年）
- 七香斎詩抄 （泊園書院 1918年）
- 発揮九範 （1919年）
- 不苟書室日録鈔 （藤沢元造 1921年）
- 飛鴻遺影 （藤沢元造 1922年）
- 大学家説 （泊園書院 1925年）